# Залізниця Леон — Хіхон
Залізниця Леон — Хіхон або Астурійська залізниця — залізниця іберійської колії на півночі Іспанії, що сполучає Астурію з внутрішніми районами, Піренейською Месетою.
Ядром маршруту є одноколійна дистанція Ла-Робла — Пола-де-Лена, що прокладено через перевал Пахарес у Кантабрійських горах, з вершинним тунелем, що проходить під перевалом.
Північна сторона цієї дистанції — Рампа-де-Пахарес, знаходиться в особливо складній місцевості та спроєктована як гірська залізниця.
Решта маршруту — двоколійна.
Гірський маршрут розширено в листопаді 2023 року, щоб включити до рівнинної траси, Варіант де-Парахес, з базисним тунелем завдовжки 24,7 км.

## Історія
Перші пробні поїздки відбулися в лютому 1924 року, а повноцінну експлуатацію дистанції Уксо — Бусдонго розпочато в січні 1925 року.

Електричні роботи на північному порталі залишалися острівними, поки весь маршрут не електрифікували в 1955 році 3 кВ постійного струму.

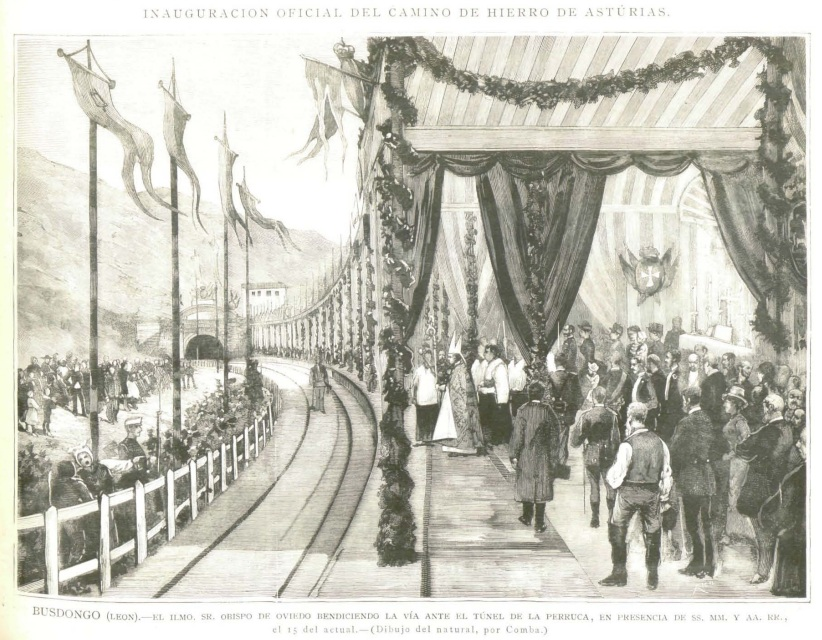
Малюнок відкриття безперервної роботи Астурійської залізниці
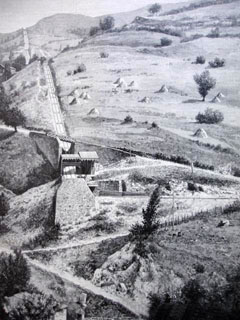
Фунікулер для будівництва черги 3 та 4
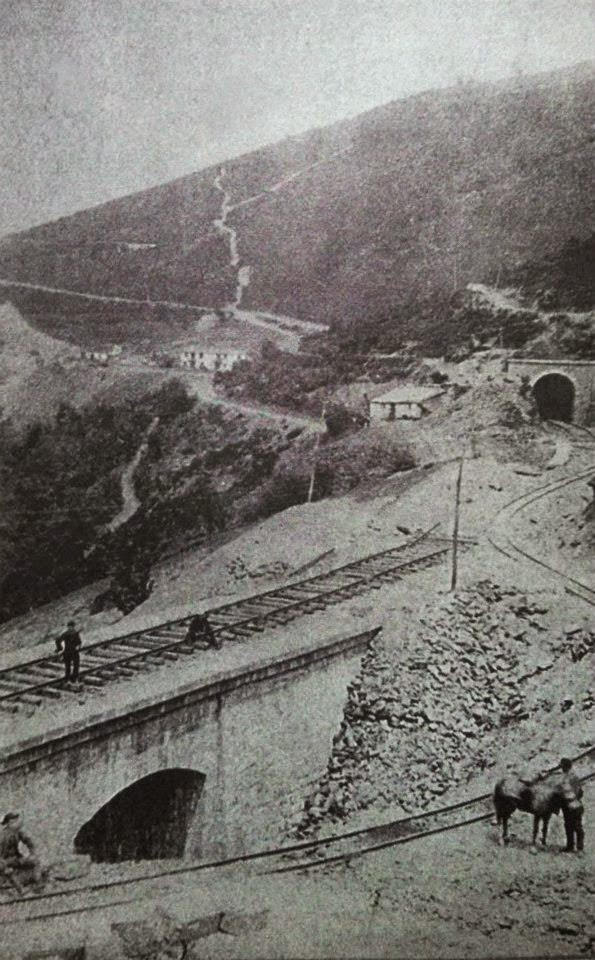
Будівельний майданчик у верхній частині північного порталу тунелю Пахарес

### Renfe
Залізнична компанія Norte була поглинена Renfe в 1941 році.
Завдяки будівництву тунелю Ла-Грандота Ов'єдо звільнили від наскрізного руху вугільних поїздів.
З Ллангрео можна дістатись Луго-де-Лланера через Тудела-Вегін, звідки до портів Авілес і Хіхон.
Новий маршрут завдовжки 14,9 км відкрито в 1957 році.
У 1970-х роках на дистанціях Леон — Ла-Робла та Пола-де-Лена — Хіхон спорудили другу колію.

### Варіант Пахарес
21 лютого 2003 року Кабінет міністрів Іспанії затвердив бюджет у розмірі 1085 мільйонів євро для створення нової високошвидкісної лінії завдовжки 49,7 км під перевалом Пахарес.
Будівництво розпочалося у 2005 році.

Біля Ла-Робла новий маршрут відгалужується від старого маршруту та з'єднується з ним перед Пола-де-Лена.
Основою нового маршруту є тунель Пахарес завдовжки 24.7 км.
Новий маршрут на 33 км коротше, ніж гірський маршрут, і скорочує час подорожі між Мадридом і Хіхоном з понад 5 годин на найшвидшому сполученні до 3:46 годин.
Маршрут відкрито 29 листопада 2023 року.

Початковий план передбачав припинення операцій на гірському маршруті, як тільки відкриється варіант Парахес.
Однак початковий проєкт переглянули, оскільки в осяжному майбутньому залізнична мережа Астурії не буде переведена на стандартну колію.
З одного боку, старий маршрут залишається важливим для всіх залізничних компаній, які не мають багатосистемних транспортних засобів, тому що варіант Пахарес електрифікований 25 кВ/50 Гц. Старий маршрут, до якого він підключається з обох кінців, використовує постійний струм 3000 В.
Також старий маршрут є резервним, якщо варіант Парахес матиме проблеми.
Однак станом на 2023 рік Міністерство транспорту Іспанії оцінює витрати на обслуговування гірського маршруту в наступні 15 років приблизно в 700 мільйонів євро.
Траса на дистанції у поганому стані, швидкість обмежена до 30 км/год, а також схильна до зсувів та перешкод під час снігопаду.

## Опис маршруту
Маршрут безперервно піднімається від Леона до найвищої точки маршруту біля входу в тунель на вершині під перевалом Пахарес, який також є межею між провінцією Леон і Астурією.
Тунель Перукка завдовжки 3073 м.
Його портали мають висоту 1270 м.н.м. — понад 100 м вище, ніж швейцарський Готтардський залізничний тунель.
Остання залізнична станція в провінції Леон — Бусдонго.
Пряма відстань між Бусдонго та Пуенте-де-лос-Фієррос становить лише 11 км, але перепад висот становить 767 м. Залізнична колія завдовжки 42,6 км долає схил подвійною петлею з безперервним ухилом 20 ‰.
Дистанція вважається однією з найскладніших і найдорожчих свого часу в Європі.
Між Бусдонго і Кампоманес є 69 тунелів, у тому числі п'ять завдовжки понад кілометр, а також 151 мостів.
Найдовший міст — віадук Парана.
Як і віадук Матарредона, він був спроєктований бюро французького інженера Гюстава Ейфеля і побудований як фермовий міст з верхньою проїзною частиною.
Однак старі мости більше не витримують зростаючих навантажень на осі в довгостроковій перспективі.
Зокрема, віадук Парана, який лежить у формі арки, досяг межі своєї стійкості через бічні сили гальм поїздів, що рухаються вниз.
Тому в 1950-х роках віадуки Парана, Матарредона і Конгостінас, а також міст Наведо були замінені дамбами.

Після Уйо починається пологіша північна частина, яка веде через Ов'єдо, столицю Астурії, до портового міста Хіхон. Зараз це частина системи приміської залізниці регіону Ов'єдо — Астурія.

## Операції
По маршруту курсують як вантажні, так і пасажирські поїзди.
Взимку на роботу може вплинути сніг; тоді використовуються тепловози серії 319 подвійної тяги, які оснащені загостреними снігоочисниками на кінцях.

### Пасажирський рух
У міжміських перевезеннях сполучення Alvia використовує двосистемні потяги Talgo серії Renfe Class 130.
Вони курсують з Хіхона або до Мадрида, або далі до Аліканте, і іноді працюють як подвійні.
Регіональні тривагонні потяги класу 440 або Renfe Class 446 курсують з Леона до Хіхона.
З 2013 року залізнична станція Пахарес і зупинка Синьєра більше не обслуговуються через малу пропускну здатність.

### Вантажні перевезення
Вантажні перевезення — переважно сталеві та вугільні поїзди масою до 1000 тис. т та й контейнерні поїзди.
Renfe здебільшого використовує локомотиви шестивісної серії Hitachi Class 251 1980-х років або локомотиви Alstom Traxx Class 253.
Вантажопідіймальність причепа локомотива класу 251 на рампі Пахарес становить 1010 тонн, а локомотива класу 253—860 тонн.
У квітні 2017 року локомотиви класу 251 були замінені на подвійні локомотиви класу 253.

Приватний оператор Comsa, який походить від залізничної будівельної компанії, використовує подвійні локомотиви Bitrac CAF.